# Tuyên bố Balfour
Tuyên bố Balfour là một tuyên bố công khai được Chính phủ Anh Quốc ban hành trong Thế chiến I năm 1917 để thông báo về việc ủng hộ việc thành lập "quê hương cho Dân tộc Do Thái " tại Palestine, khi đó còn là Lãnh thổ của Đế quốc Ottoman với dân số Do Thái thiểu số. Bản Tuyên ngôn nằm trong một bản Điện tín từ Ngoại trưởng Anh Arthur Balfour cho Walter Rothschild, một thủ lĩnh của Cộng dồng Do Thái tại Anh Quốc, để truyền đến Liên đoàn Zion Đại Anh và Ireland. Và được in trên báo vào ngày ngày 9 tháng 11 năm 1917. Nội dung được dịch như sau:
Sở Ngoại vụ,
Ngày 2 tháng 11, 1917.
Thưa Bá tước Rothschild,
Nhân danh Chính phủ Quân vương Bệ hạ. Tôi vinh dự báo cho ngài về 
sự đồng tình của Chính phủ đối với nguyện vọng phục quốc của người Do Thái mà đã được đệ trình, và tán thành bởi Nội các:
"Chính phủ Quân vương Bệ hạ có quan điểm ủng hộ với sự thành lập của một quê hương cho dân tộc Do Thái tại Palestine, đồng thời sẽ tạo điều kiện thuận lợi để đạt được mục đích này. Song, bản tuyên bố này cũng đảm bảo những quyền tự do tôn giáo và fân quyền cho những cộng đồng phi Do Thái tại Palestine, hay những quyền lợi của người Do Thái tại bất kì quốc gia nào khác"
Tôi xin nhờ ông truyền lại. bản Tuyên ngôn này đến cho Liên đoàn Zion
Thân ái, 
Arthur James Balfour

Nội các Anh Quốc bắt đầu xem xét tương lai của Palestine ngay sau khi tuyên chiến với Đế chế Ottoman vào tháng 11 năm 1914. Trong thời gian dẫn trước tuyên ngôn, cuộc chiến tranh rộng lớn đã có một bế tắc, với hai đồng minh của Anh và các lực lượng liên kết không tham gia đầy đủ: Hoa Kỳ vẫn chưa phải chịu một tai nạn, và người Nga đã bị phân tâm bởi biến động nội bộ. Cuộc đàm phán cấp cao đầu tiên giữa người Anh và người Do Thái có thể được đưa ra trong một cuộc hội nghị vào ngày 7 tháng 2 năm 1917 bao gồm Sir Mark Sykes và lãnh đạo của người Do Thái. Các cuộc thảo luận tiếp theo đã dẫn đến yêu cầu của Balfour, vào ngày 19 tháng 6, rằng Rothschild và Chaim Weizmann đệ trình một dự thảo tuyên bố chung. Các bản thảo tiếp theo đã được Nội các Anh bàn thảo trong tháng 9 và tháng 10, với những ý kiến đóng góp của người Do Thái và người Do Thái chống lại người Do Thái nhưng không có đại diện của người dân địa phương ở Palestine. Việc công bố tuyên bố cuối cùng được phép vào ngày 31 tháng 10; cuộc thảo luận nội các trước đây đã nhắc tới các lợi ích tuyên truyền đã được nhận thức trong cộng đồng người Do Thái trên toàn thế giới cho nỗ lực của Đồng minh chiến tranh.
Những lời mở đầu của bản tuyên bố đại diện cho sự thể hiện đầu tiên về sự ủng hộ của công chúng cho chủ nghĩa Zion bằng một quyền lực chính trị lớn. Thuật ngữ "nhà quốc gia" không có tiền lệ trong luật quốc tế và đã cố ý mơ hồ về việc liệu một quốc gia Do thái đã được suy ngẫm. Các ranh giới dự định của Palestine đã không được chỉ định, và chính phủ Anh sau đó xác nhận rằng những từ "ở Palestine" có nghĩa là nhà người Do Thái không nhằm bao phủ toàn bộ Palestine. Nửa sau của tuyên bố được bổ sung để làm hài lòng các đối thủ của chính sách, người đã tuyên bố rằng nó sẽ gây phương hại đến vị trí của người dân địa phương của Palestine và khuyến khích chủ nghĩa bài Do Thái chống lại người Do Thái trên toàn thế giới. Mặc dù tuyên bố kêu gọi các quyền chính trị ở Palestine dành cho người Do Thái, quyền đối với người Ả Rập Palestine, bao gồm phần lớn dân số địa phương, chỉ được giới hạn trong các lĩnh vực dân sự và tôn giáo. Chính phủ Anh đã thừa nhận vào năm 1939 rằng quan điểm của người dân địa phương cần được tính đến và được công nhận vào năm 2017 rằng tuyên bố nên kêu gọi bảo vệ quyền chính trị của người Palestin Palestine.
Tuyên bố này có nhiều hậu quả lâu dài. Nó làm tăng thêm sự ủng hộ rộng rãi cho chủ nghĩa Phục quốc Do Thái, và dẫn tới việc thành lập Palestine bắt buộc, sau này trở thành lãnh thổ Israel và Palestine. Kết quả là nó được coi là đã gây ra xung đột Israel-Palestine đang diễn ra, thường được mô tả là cuộc xung đột khó xử nhất thế giới. Tranh cãi vẫn còn trên một số lĩnh vực, chẳng hạn như việc tuyên bố mâu thuẫn trước đó hứa hẹn với người Anh đã làm cho Sharif của Mecca trong thư tín McMahon-Hussein.